# Diploschizia
Diploschizia is een geslacht van vlinders van de familie parelmotten (Glyphipterigidae), uit de onderfamilie Glyphipteriginae.

## Soorten
- D. glaucophanes (Meyrick, 1922)
- D. habecki Heppner, 1981
- D. impigritella (Clemens, 1862)
- D. kimballi Heppner, 1981
- D. lanista (Meyrick, 1918)
- D. mexicana Heppner
- D. minimella Heppner, 1981
- D. regia Heppner, 1981
- D. tetratoma Meyrick, 1913
- D. urophora (Walsingham, 1914)